# خورخي جولدنبيرج
خورخي جولدنبيرج (بالإسبانية: Jorge Goldenberg)‏ هو كاتب سيناريو ومخرج أرجنتيني، ولد في 1944 في الأرجنتين.

## وصلات خارجية
- خورخي جولدنبيرج على موقع IMDb (الإنجليزية)
- خورخي جولدنبيرج على موقع ألو سيني (الفرنسية)
- خورخي جولدنبيرج على موقع أول موفي (الإنجليزية)
- خورخي جولدنبيرج على موقع قاعدة بيانات الأفلام السويدية (السويدية)
- خورخي جولدنبيرج على موقع قاعدة بيانات الفيلم (الإنجليزية)
- خورخي جولدنبيرج على موقع كينوبويسك (الروسية)